# Plumipalpia
Plumipalpia là một chi bướm đêm thuộc họ Erebidae.